# Ischnoptera brunnea
Ischnoptera brunnea är en kackerlacksart som beskrevs av Rocha e Silva 1964. Ischnoptera brunnea ingår i släktet Ischnoptera och familjen småkackerlackor. Inga underarter finns listade i Catalogue of Life.